# Georges Cachoux
Georges Cachoux, né le 23 septembre 1942 à Marseille et mort le 25 août 2013 à Fortaleza (Brésil), est un réalisateur, scénariste, acteur et producteur de cinéma français.

## Filmographie

### Comme réalisateur
- 1973 : Servez-vous mesdames
- 1975 : Femmes vicieuses
- 1975 : Le Sexe à la barre
- 1979 : Le Chouchou de l'asile
- 1980 : Journal d'une maison de correction
- 1982 : Les Chômeurs en folie
- 1985 : Saint-Tropez interdit
- 1986 : Collège de starlettes

### Comme scénariste
- 1972 : Jeux pour couples infidèles de Jean Desvilles
- 1973 : Servez-vous mesdames
- 1975 : Femmes vicieuses
- 1975 : Le Sexe à la barre
- 1979 : Le Chouchou de l'asile
- 1980 : Journal d'une maison de correction
- 1982 : Les Chômeurs en folie
- 1983 : C'est facile et ça peut rapporter... 20 ans de Tomás Aznar et Jean Luret
- 1984 : Adam et Ève de Jean Luret
- 1986 : Collège de starlettes

### Comme acteur
- 1975 : Femmes vicieuses
- 1979 : Le Chouchou de l'asile
- 1980 : Journal d'une maison de correction
- 1984 : Carmen nue
- 1985 : Saint-Tropez interdit

### Comme producteur
- 1975 : Le Sexe à la barre
- 1979 : Le Chouchou de l'asile
- 1980 : Journal d'une maison de correction
- 1982 : Les Chômeurs en folie
- 1986 : Collège de starlettes